# Howse (rivier)
De Howse is een korte rivier in het westen van Alberta, Canada. Het is een zijrivier van de North Saskatchewan.
De Howse is een kronkelende rivier met verschillende stromen die door het stroomgebied heen kruisen. Ze wordt gevormd door de samenloop van de beken Freshfield, Forbes, David and Lagoon Creek en ze stroomt verder tot ze de North Saskatchewan bereikt bij Saskatchewan River Crossing.
Vanaf de hoofdstroom van de Forbes Creek gerekend, heeft de Howse een lengte van in het totaal 33 kilometer.